# Токарев, Артур Георгиевич
Арту́р Гео́ргиевич То́карев (12 октября 1969, Ростов-на-Дону) — российский архитектор, педагог, историк архитектуры.

## Биография
Родился в Ростове-на-Дону в 1969 году.
В 1996 году окончил Ростовский архитектурный институт.
Кандидат архитектуры. Тема диссертации — «Преемственность в архитектуре Ростова-на-Дону 1920—1930-х годов».
Активно пропагандирует в своих книгах и публичных выступлениях архитектурные памятники Юга России периода конструктивизма. Активно  выступает в СМИ в защиту уничтожаемых архитектурных памятников.
В настоящее время — доцент Академии архитектуры и искусств ЮФУ.
Сфера профессиональных интересов Артура Токарева — история и теория архитектуры, методология архитектурного проектирования, педагогика и практическая проектная работа.
Живёт и работает в Ростове-на-Дону.